# Petersilie
Die Petersilie (Petroselinum crispum (Mill.) Fuss, Synonym: Petroselinum sativum L.), in Österreich und Altbayern auch der Petersil, weitere Trivialnamen sind Peterle bzw. Peterli, Peterling, Petergrün und Silk (früher auch Felsensilge und Steineppich), ist eine Pflanzenart aus der Gattung Petroselinum innerhalb der Familie der Doldenblütler (Apiaceae).
Sie kommt wildwachsend im Mittelmeerraum vor, und die je nach Sorte glatten oder krausen Blätter ihrer Zuchtformen gehören dort sowie in ganz Europa zu den am meisten verbreiteten Küchenkräutern. Die besonders große Speicherwurzel der Varietät oder Unterart Wurzelpetersilie (Petroselinum crispum subsp. tuberosum) dient manchmal als Bestandteil von Suppengrün.

## Beschreibung

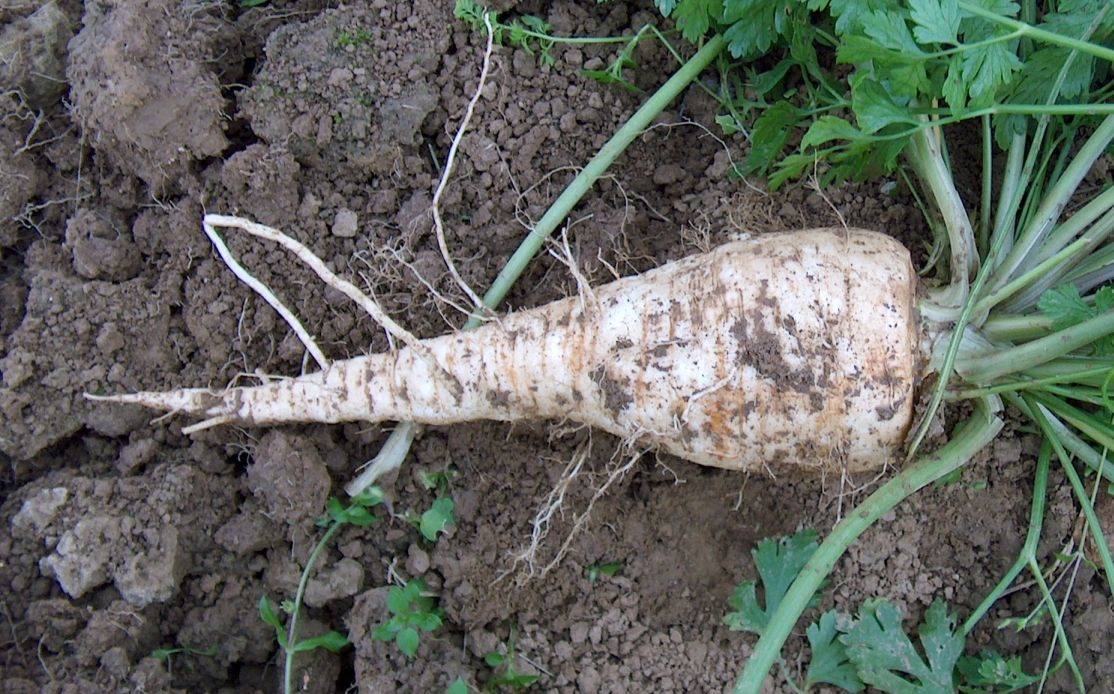
Unterirdische Pflanzenteile der Wurzelpetersilie

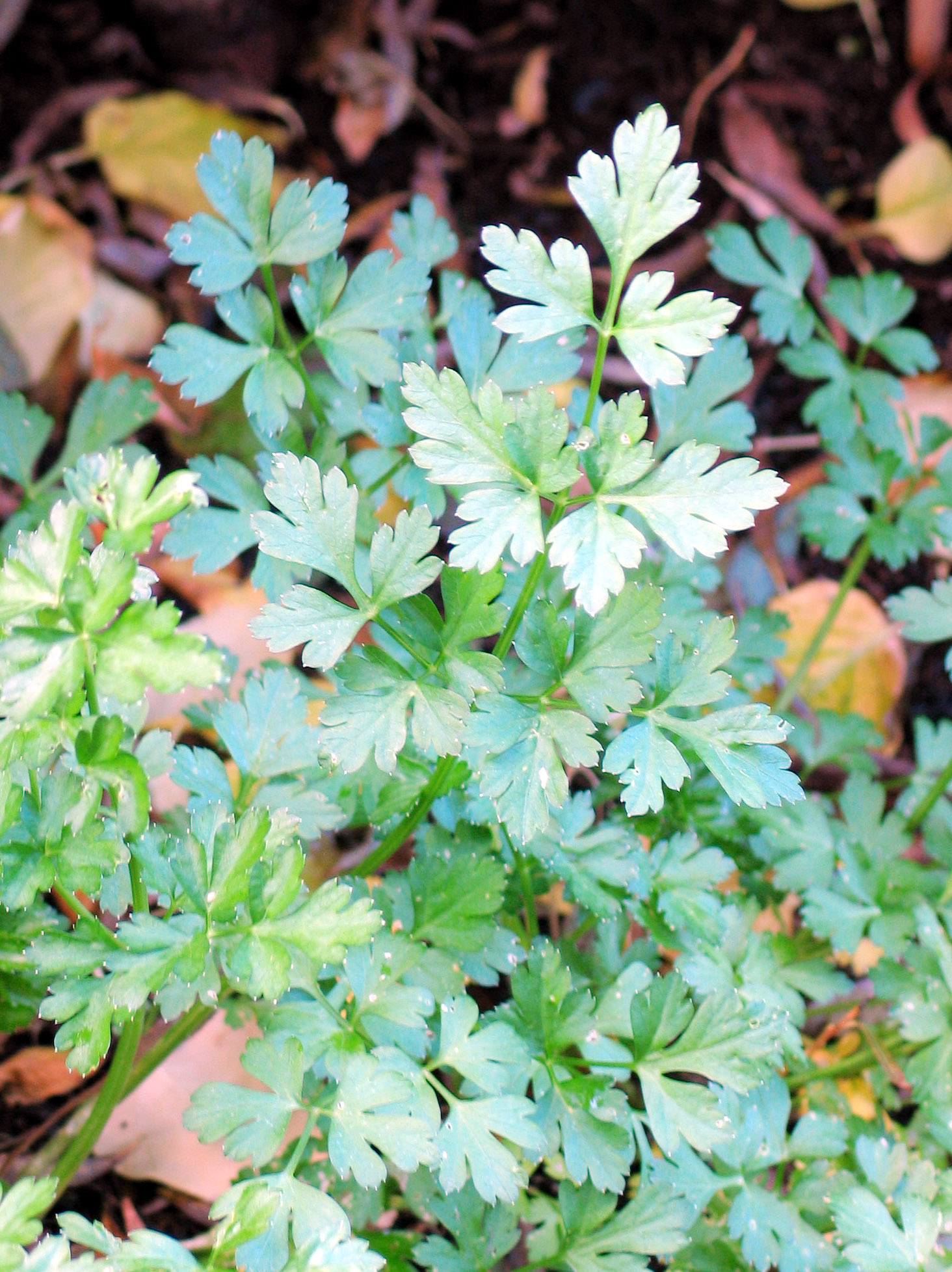
Glatte Petersilie

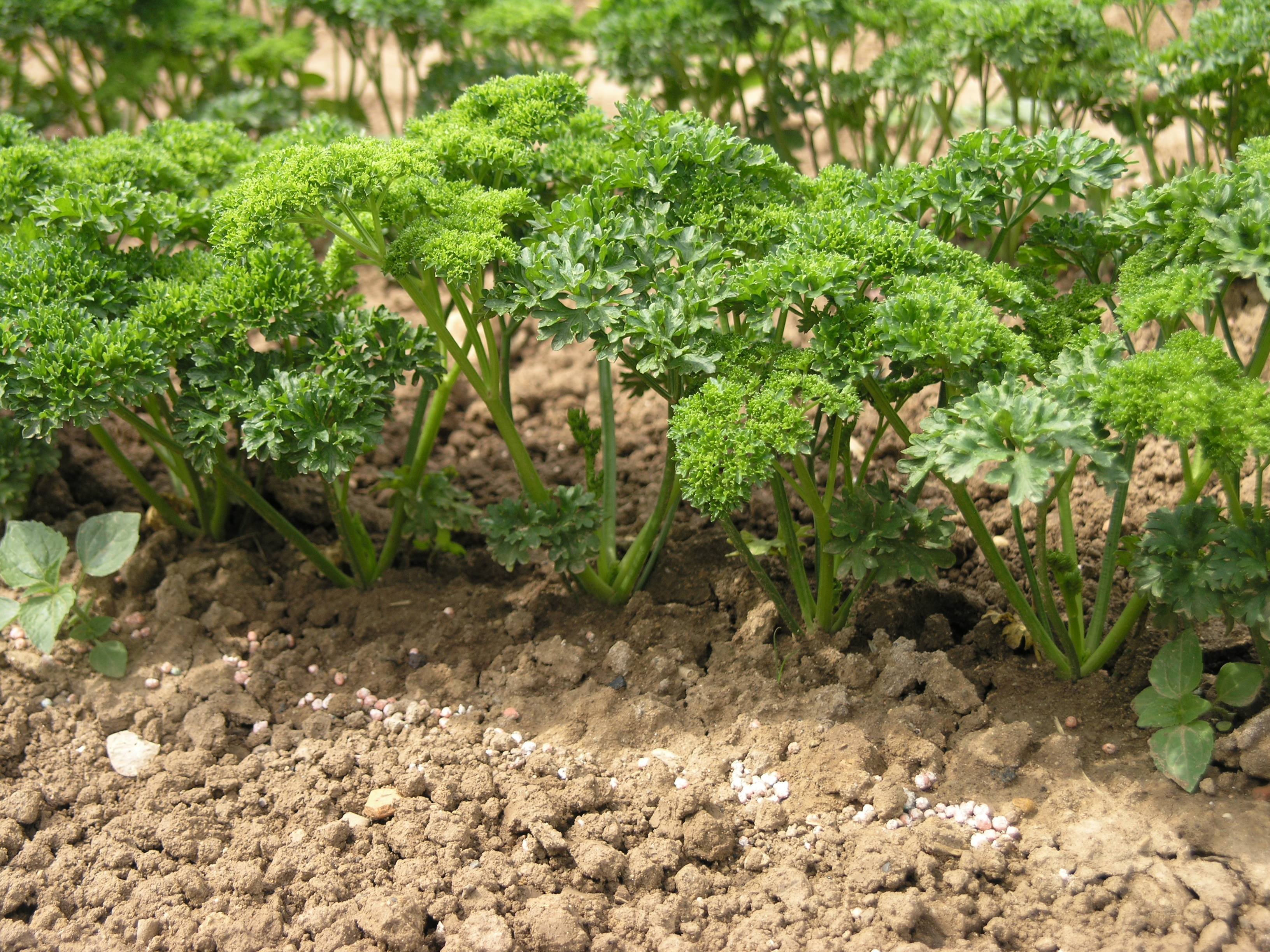
Krause Petersilie

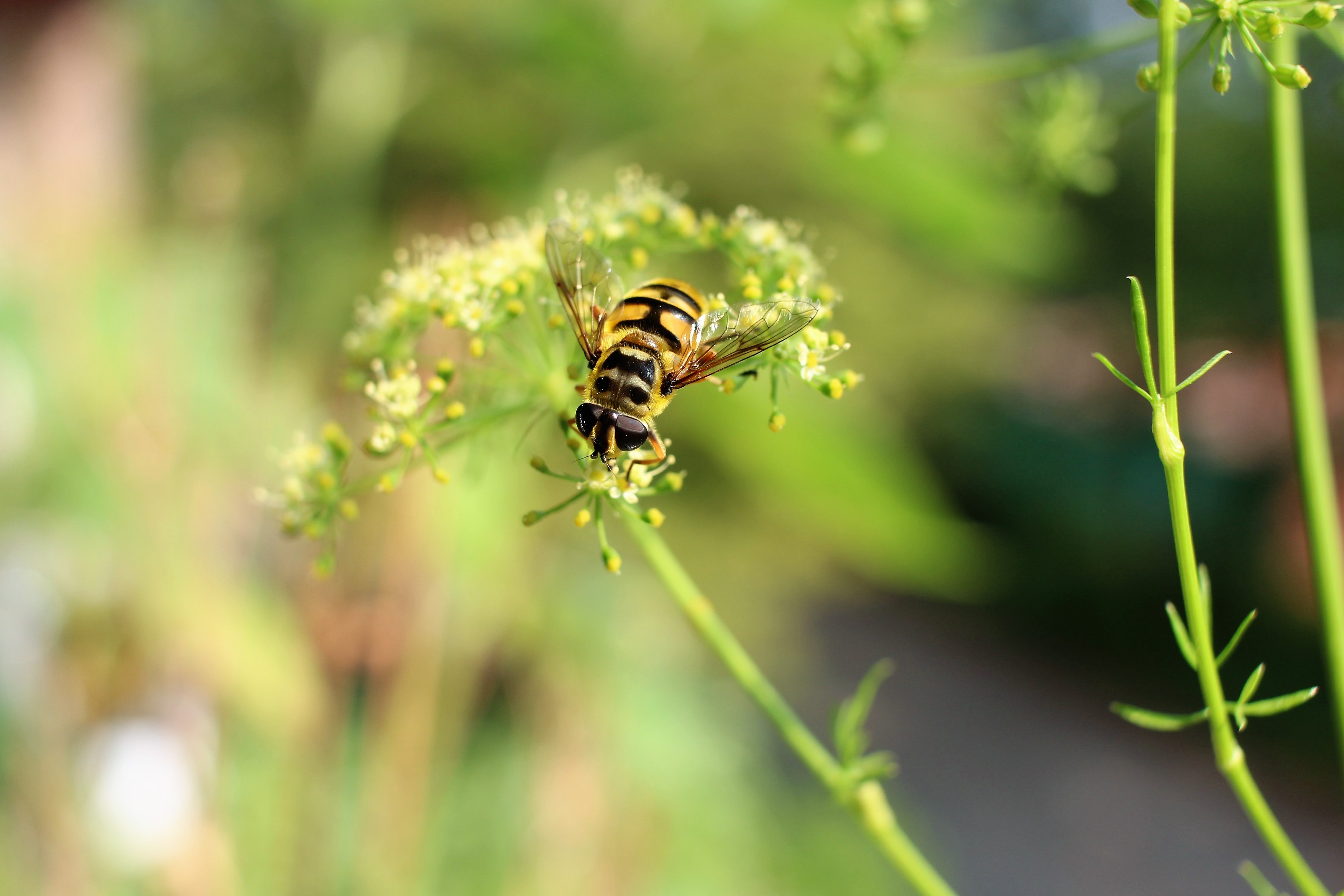
Totenkopfschwebfliege auf Petersilienblüten

### Vegetative Merkmale
Die Petersilie ist eine zweijährige krautige Pflanze und erreicht Wuchshöhen von 30 bis 90, selten bis zu 100 Zentimetern. Sie besitzt eine mehr oder weniger rübenförmige Wurzel. Alle oberirdischen Pflanzenteile sind kahl. Je Pflanzenexemplar werden meist mehrere kahle Stängel gebildet, die aufrecht, stielrund bis leicht gerillt, sowie häufig röhrig sind.
Die Grundblätter und die unteren Stängelblätter sind gestielt, die oberen Stängelblätter sitzen mit breiten, weißen, hautrandigen Scheiden am Stängel. Die Laubblätter sind dunkelgrün. Die untersten sind doppelt bis dreifach gefiedert. Die Blattzipfel sind im Umriss keilig bis breit-eiförmig, fiederschnittig oder gelappt. Sie tragen eine knorpelige Spitze und sind 1 bis 2 Zentimeter lang. Bei Kulturformen sind die Laubblätter glatt oder kraus. Die krausen Formen werden als Sorten wiederum in drei Gruppen eingeteilt: In grob bis mittelfein gekrauste (curled = type perlé = geperlt), Typ Paramount, fein bis sehr fein gekraust (extra krause = double/triple curled), Typ Mooskrause sowie Farnblättrige Petersilie (fern leafed). Die Stärke der Blattkräuselung wird hierbei mit einer Skala von 1–9 als gering bis sehr stark bewertet.

### Blütenstand und Blüte
Es ist eine relativ langer Blütenstandsschaft vorhanden. Der doppeldoldige Blütenstand besitzt 8 bis 20 etwa gleich lange Doldenstrahlen. Die ein bis drei Hüllblätter sind lanzettlich bis pfriemlich. Die je sechs bis acht Hüllchenblätter sind linealisch bis pfriemlich und rund halb so lang wie die Blütenstiele. Die Kronblätter sind grünlichgelb, häufig rötlich überlaufen und rund 0,6 Millimeter lang.

### Frucht

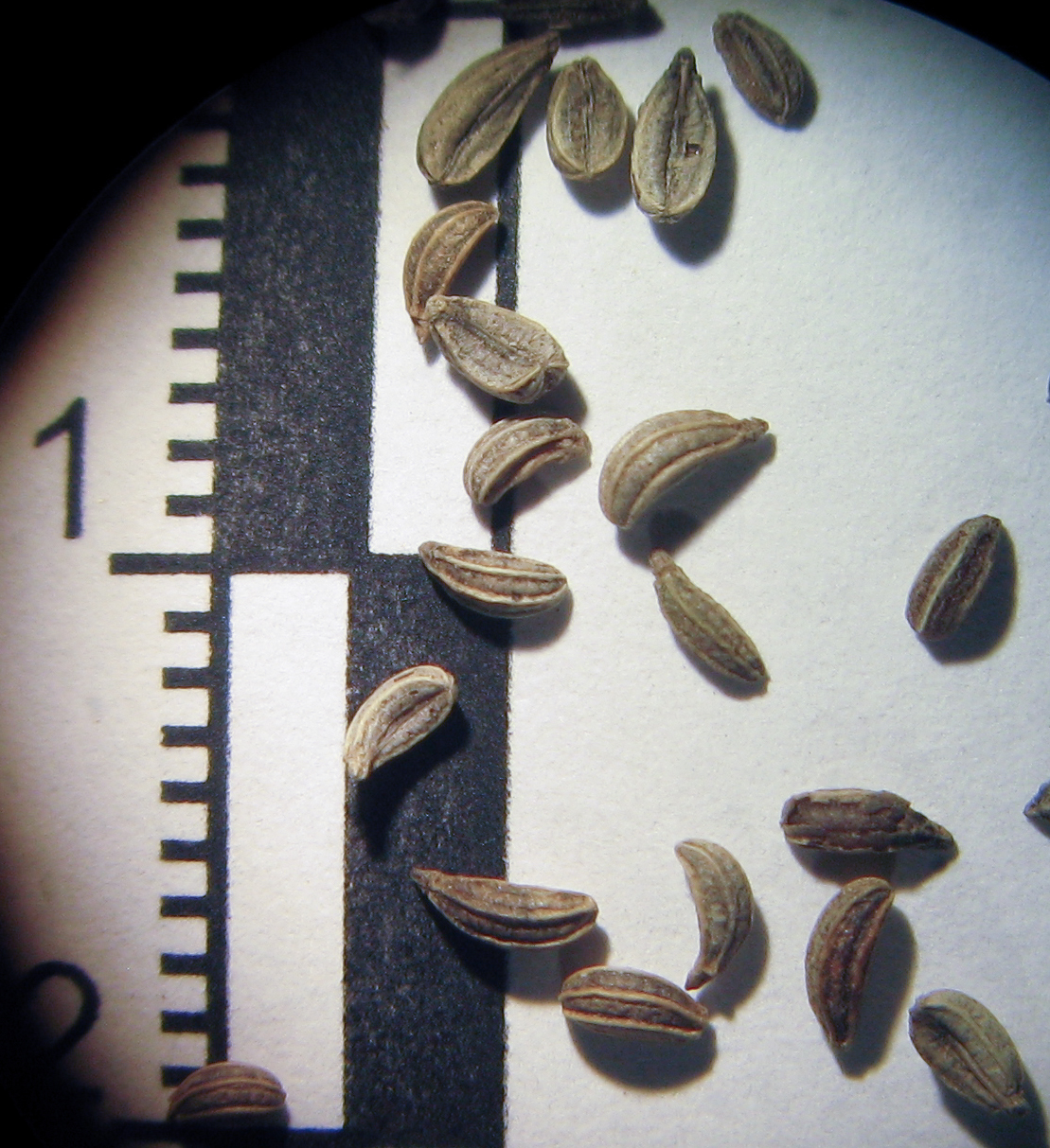
Petersiliensamen (giftig: siehe Giftpflanze des Jahres 2023)

Die Doppelachänen sind bei einer Höhe von 2,5 bis 3 Millimetern sowie einer Breite von 1,5 bis 2 Millimetern breit-eiförmig und am Grund fast herzförmig. Zwischen den Hauptrippen sind sie dunkelbraun, die Hauptrippen selbst sind hellgelb, sehr dünn und stehen deutlich vor.

### Chromosomenzahl
Die Chromosomenzahl beträgt 2n = 22.

## Ökologie
Die Überdauerungsknospen liegen an der Erdoberfläche und in der Regel sind diese Pflanzen von Schnee, Laub oder Erde als Witterungsschutz bedeckt („Hemikryptophyt“). Die zwittrigen Blüten sind proterandrisch und werden durch Insekten (Dipteren, Hymenopteren) bestäubt.

## Vorkommen
Nach Euro+Med kommt Petroselinum crispum innerhalb des Mittelmeerraums ursprünglich nur in Marokko, Algerien, Tunesien, Albanien und Jordanien vor. In Spanien, Portugal, auf den Balearen, in Italien, Slowenien, Kroatien, Dänemark und Schweden ist sie ein Neophyt.
In gemäßigten Gebieten fast weltweit baut man sie in Gärten an; sehr selten verwildert sie. Sie gedeiht am besten auf frischen und nährstoffreichen Lehmböden.
Die ökologischen Zeigerwerte nach Landolt et al. 2010 sind in der Schweiz: Feuchtezahl F = 2+ (frisch), Lichtzahl L = 4 (hell), Reaktionszahl R = 3 (schwach sauer bis neutral), Temperaturzahl T = 4+ (warm-kollin), Nährstoffzahl N = 4 (nährstoffreich), Kontinentalitätszahl K = 3 (subozeanisch bis subkontinental).

## Inhaltsstoffe
Laubblätter und Wurzeln besitzen die gleichen Inhaltsstoffe: Die Hauptbestandteile des ätherischen Öls sind Myristicin, Limonen und 1,3,8-p-Menthatrien. In kleineren Mengen kommen auch weitere Mono- und Sesquiterpene vor.
In 100 Gramm Petersilie sind 6,33 g Kohlenhydrate enthalten (davon 0,85 g Zucker und 3,3 g Ballaststoffe) sowie 0,79 g Fett und 2,79 g Eiweiß. Der Nährwert beträgt 151 kJ (36 kcal).
Auffällig ist der hohe Vitamingehalt in Petersilie je 100 Gramm. Schon eine Portion Petersilie von 4 Gramm enthält rund 5 % des Tagesbedarfs an Vitamin C (160 mg/100 Gramm) und fast den Gesamtbedarf an Vitamin K. Daneben kommen auch Vitamin A und B9 in nennenswerten Mengen vor.
Bei den Früchten herrschen entweder Myristicin mit 60 bis 80 % vor oder – bei der glatten Petersilie – Apiol. Es gibt auch eine chemische Rasse mit Tetramethoxyallylbenzol als Hauptbestandteil des ätherischen Öls.
Der Gehalt an ätherischem Öl, insbesondere Apiol, ist in den meisten Pflanzenteilen in ihrem zweiten Wachstumsjahr, sobald Petersilie blüht, auf ein Mehrfaches erhöht, was für die Schwangerschaft kritisch werden kann.
Die Petersilie war namengebend für die in den Samen bzw. Früchten von Doldenblütlern vorkommende Fettsäure „Petroselinsäure“, ein Isomer der Ölsäure.
Neben dem ätherischen Öl beinhaltet die Petersilie in sehr kleinen Mengen Polyine sowie in der Wurzel die Furanocumarine Bergapten und Isoimperatorin.

## Pharmakologie und Giftigkeit
Wegen ihrer giftigen Samen wurde die Petersilie zur Giftpflanze des Jahres 2023 gewählt.
Als Heildroge werden die getrockneten und reifen Früchte verwendet: Petroselini fructus und die frische ganze Pflanze, Petroselinum (HAB). Das ätherische Öl der Petersilienfrüchte bewirkt eine kräftige Harnausscheidung vor allem durch die Reizwirkung der Phenylpropane auf das Nierenparenchym. In höherer Dosierung erzeugt das Apiol allerdings eine gesteigerte Kontraktilität der glatten Muskulatur von Darm, Blase und vor allem der Gebärmutter. Insbesondere die Wurzeln und Samen der Petersilie enthalten große Mengen an Apiol.
Die Wirkung von Petersiliensud auf die Gebärmutter wurde bereits im Mittelalter in der Gynäkologie und Geburtshilfe genutzt. Zur Anwendung kam er bei Menstruationsbeschwerden, ausgebliebener Regelblutung und zur Abtreibung. Schwangere sollten speziell Petersilien-Öl meiden, da es abortiv wirken kann. Im Mittelalter wurde Petersilie häufig zur Abtreibung verwendet.
Auch aus der Neuzeit sind Fälle bekannt. Aus dem Jahr 1989 ist der Fall einer 36-jährigen Frau aus Corleone dokumentiert, die bei einem Abtreibungsversuch mit einem Sud aus Petersilie starb. Verkochte Petersilie gilt im Süden Italiens als altes Hausmittel für Abtreibungen.

## Systematik
Die Petersilie wurde 1768 durch Philip Miller in Gardeners Dictionary 8. Auflage, Nr. 2 als Apium crispum erstbeschrieben. Diese Art wurde 1866 von Johann Mihály Fuss in Flora Transsilvaniae Excursoria S. 254 als Petroselinum crispum (Mill.) Fuss in die Gattung Petroselinum gestellt. Ein weiteres Synonym für Petroselinum crispum (Mill.) Fuss ist Petroselinum sativum subsp. tuberosum Schübl. & G.Martens.
Je nach Autor gibt es etwa zwei Sippen, meist als Varietäten oder Unterarten geführt:
- Blatt-Petersilie: Petroselinum crispum var. vulgare (Nois.) Danert
- Krause Petersilie: Petroselinum crispum var. crispum Mill.
- Wurzelpetersilie: Petroselinum crispum var. tuberosum (Bernh. ex Rchb.) Soó[9]
- Petroselinum crispum subsp. giganteum (Pau) Dobignard: Dieser Endemit kommt nur in Marokko vor.[9]

## Botanische Geschichte und Etymologie
Die Petersilie wurde im antiken Griechenland als heilige Pflanze angesehen, jedoch nicht eindeutig vom Sellerie unterschieden. Sie wird in der Odyssee als Schmuck der Insel der Nymphe Kalypso angesehen. Kränze aus Petersilie wurden den Siegern der Isthmischen und Nemeischen Spiele übergeben. Die älteste schriftliche Erwähnung findet sich auf einem Schriftstück in mykenisch-griechischer Linearschrift B als se-ri (li*)-no, in der Antike wurde noch das petro- für „Stein“ zum Namen Petroselinon (so viel wie Steinsellerie, Steinlattich, Steineppich, Felsensilge) vorangestellt.

*{Die Linearschrift B unterscheidet nicht zwischen den liquiden Konsonanten L und R}
Dioskurides, einer der berühmtesten Ärzte der Antike und der erste Verfasser einer Monographie über mehr als 1000 Pflanzen mit ihren pharmazeutischen Eigenschaften, schätzte die therapeutische Wirksamkeit der Petersilie unter anderem gegen Nieren- und Blasenbeschwerden, Blähungen und als menstruationsförderndes Mittel. Als Wachstumsort erwähnte er Makedonien, sodass die Pflanze auch als Petroselinon to makedonikon (lateinisch Petroselinum macedonicum, auch Petroselinum macedonium: „mazedonische Petersilie“ – wobei es sich auch um die Pflanze Bubon macedonicum L., synonym mit Athamanta macedonica (L.) Spreng., handeln kann) bekannt wurde. Im Westen verblieb davon der erste Name Petroselinum, später Petrosilium, was zum deutschen Wort Petersilie, dem französischen Persil und dem englischen Parsley führte. Im Balkan überlebte eher der zweite, geographische Begriff und ging z. B. in die bulgarische Sprache als „Magdanos“ (bg. Магданоз) und in die türkische als „Maydanoz“ ein. Als Rückentlehnung kehrte es als „Maintanos“ (Μαϊντανός) in die (neu‑)griechische Sprache zurück. In Anlehnung jedoch an den antiken Namen ist die Petersilie dort, vor allem in Nordgriechenland auch als „Makedonisi“ (Μακεδονήσι) bekannt.
In Mitteleuropa wurde erst im Mittelalter die Pflanze zunächst als Heilkraut in Klöstern angebaut und daraufhin auch in der Küche eingesetzt. Um eine Verwechslung mit der giftigen, aber ähnlich aussehenden Hundspetersilie zu vermeiden, wurden Sorten mit krausen Blättern gezüchtet.
Im 19. Jahrhundert war auch die Bezeichnung „Parselkraut“ gebräuchlich.

## Verwendung

### Heilkunde
Madaus zufolge trennen antike Autoren die Petersilie nicht immer von anderen Doldenblütlern, besonders Sellerie. Bei Dioskurides treibt sie Harn und Menstruation, ähnlich bei Galen und den Hippokratikern. Auch nach Albertus Magnus fördert sie Harnausscheidung und Verdauung. Cazin berichtet eine Heilung von Anasarka nach Kindbettfieber. Paracelsus, Matthiolus und Lonicerus nennen sie harn- und steintreibend, blähungs-, verdauungs- und menstruationsfördernd, geburtsbeschleunigend, gedächtnissteigernd, blutreinigend, hautglättend. Andere nahmen sie bei Gonorrhoe. Die Pflanze spielte im magisch-therapeutischen Denken der germanischen und romanischen Länder von jeher eine große Rolle. Der Spruch „Petersilie hilft dem Manne aufs Pferd, den Frauen unter die Erd!“ meint wohl ihre aphrodisierende und abortive Wirkung.
Die harntreibende (diuretische) und damit auch „steinlösende“ Wirkung war wohl allen mittelalterlichen Ärzten bekannt und findet sich in entsprechenden Publikationen wie dem Arzneibuch des Ortolf von Baierland. Die Volksmedizin nutzte Kraut und Wurzel u. a. bei Harngrieß, Nieren- und Blasensteinen, Milz- und Leberleiden, Gelbsucht, Kreislaufstörungen, Wassersucht, Verdauungs- und Blasenschwäche, Brustschmerzen, Verschleimung von Brust, Magen und Nieren, Blähungen, die „Samen“ auch bei Fieber, Uterusleiden, geschwollener Schilddrüse, chronischem Husten und mangelnder Menstruation, den frischen Saft (Sucus petrosilini) bei Mückenstichen. Petersilie töte Papageien und kleinere Tiere, die Früchte seien als Wurmmittel bei Hunden gut.
Nach Kneipp ist Petersilie sehr bewährt bei Wassersucht. Die Kneipp-Nachfolger Eckstein und Flamm fanden zusätzlich eine leichte Anregung von Verdauung und Menstruation und empfahlen sie bei Wasser in den Beinen, in Bauch- und Brusthöhle oder im Herzbeutel, auch sonst bei schlechter Nierenfunktion, wo nicht entzündliche Prozesse bestehen.

### Küche

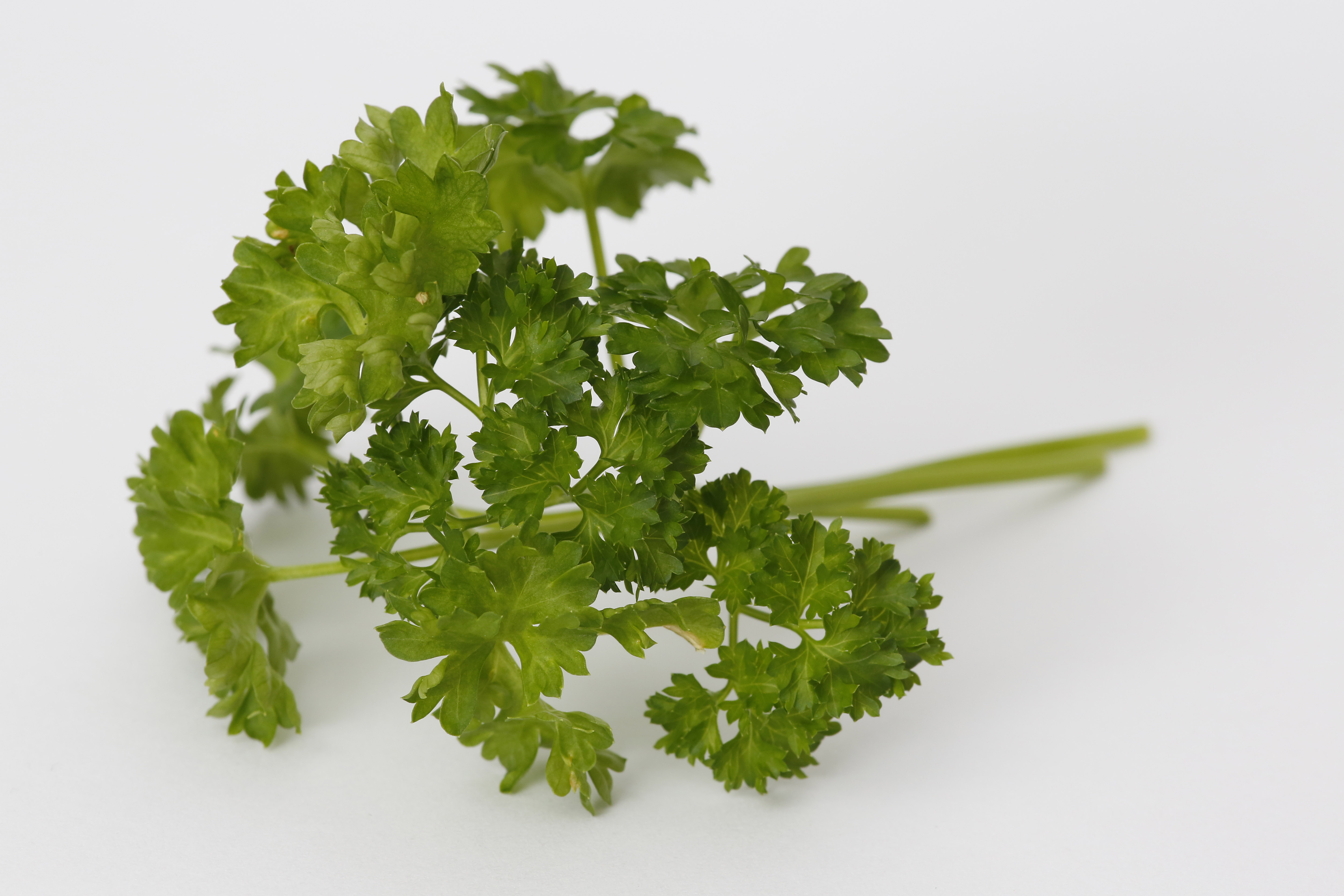
Krause Petersilie

Die Blätter der Petersilie werden als Gewürzkraut roh oder nur kurz erhitzt verwendet, da sie sonst ihr typisches Aroma verlieren, und stellen einen festen Bestandteil verschiedener Mittelmeerküchen dar. Als Bestandteil von Bouquet garni der Französischen Küche wird die Petersilie nicht nur kurz mitgegart, sondern schon zu Anfang der Garzeit hinzugegeben, sie gibt dann Brühen und Saucen einen würzigen Grundgeschmack.
Auch in der Küche Westasiens ist die Petersilie häufig zu finden, so werden beispielsweise in der türkischen Küche fast alle kalten Gerichte und gebratenes Fleisch mit gehackter Petersilie garniert. Beim Taboulé, einem Salat aus der libanesischen Küche, ist Petersilie neben Minze und Weizengrieß die Hauptzutat. Auch im Kaukasus, auf der arabischen Halbinsel und im Iran wird Petersilie häufig verwendet.
Petersilie ist auch Bestandteil der Grünen Soße, sowohl nach der Frankfurter als auch Kasseler Rezeptur, eines typischen Gerichts deutscher Regionalküche, das sich besonders im hessischen Raum großer Beliebtheit erfreut. Petersilie wird auch zu Suppe verarbeitet, indem man sie in Gemüsebrühe kocht und püriert.

## Trivialnamen
Für die Petersilie sind oder waren, zum Teil nur regional, auch die Bezeichnungen Beterli, Federsielli (althochdeutsch), Felswurz (mittelhochdeutsch), Gartenäppich, Krause bzw. Schlichte Krautpetersilie, Kräutel (Tirol, Brixen), Krullpetersilie, Paiterling (Bayern), Pautersille (Eichsfeld), Pedarsilli (althochdeutsch), Peiterzilk (Pommern), Perlin, Peterchen, Peterlein, Petercelie (mittelhochdeutsch), Petercile (mittelhochdeutsch), Peterli (Graubünden, Bern, Zürich, St. Gallen), Peterlin (mittelhochdeutsch pēterlīn), Peterlinkraut (mittelhochdeutsch pēterlīnkrūt), Peterling, Petersil, Petersilge (mittelhochdeutsch), Petersilgen (mittelhochdeutsch), Petersile (althochdeutsch), Krause Petersilie, Petersilienwurzel, Petersiligen, Petersill (althochdeutsch), Petersillig (mittelhochdeutsch), Petirsil (althochdeutsch), Petrosil (althochdeutsch), Petrosilie, Pitterseltch (Siebenbürgen) und Sil (Bremen, niederdeutsch) gebräuchlich.